# 維基經濟學
《維基經濟學：大规模协作如何改变一切》（英語：Wikinomics: How Mass Collaboration Changes Everything）是唐·泰普斯科特及安东尼·D·威廉姆斯于2006年12月出版的一本著作，他們创造出了「維基經濟學」一詞，是用來強說明「集體協作」（Mass Collaboration）的現象與機會。维基经济学（Wikinomics）这一全新的詞彙，援引自Wiki这一广为流行的超文本系统，而中文也随维基百科翻译为维基。首先以加拿大黃金脈礦公司破題，該公司執行長羅伯．麥克伊文在一場研討會中，聆聽演講者解釋拖瓦茲如何將程式碼公諸於世，讓數以千計的匿名程式設計師驗證程式碼，並貢獻一己之力。因此他靈光一現，將金礦探勘過程公開，如同拖瓦茲所做的，公開Linux的原始碼。並上線辦理競賽，沒想到得到廣大回應，各行各業人士對此作不同分析，甚至做出電腦繪圖，因此他瞭解到組織以外可能具有更大的智慧，只要分享一部份的智慧財產權，就能運用集體的智慧與財產。他們也引用了許多集體創作的例子，如My Space、YouTube、Linux及維基百科temp。

## 四大原則

### 開放
在開放的平台上，能獲取的資源相較於組織內部獲取的資源來的更多，透過「無限的群體智慧」運用群眾外包(Crowd Sourcing)的概念來擴大其獲取知識資源的領域。

### 同儕生產
同儕大家以地位平等、水平式、點對點的溝通、協調、協同合作形成一個自我管理的團隊組織結構，社群大眾以更民主、自由、開放、自我管理的模式來共同創造知識、分享經驗、提供內容與設計產品。

### 全球行動
此代表組織的資源獲取必須遍及全球，而其價值鏈流程需要全球行動。

## 集體協作商業模式

### 同儕協作模式
混合了階層式與自發性的組織兩種模式，組織當中以維才是用為原則，也就是說社群裡面最熟練、最有經驗的成員提供領導能力，協助整合社群的貢獻。

### 創意仲介模式（點子市集）
是點子、創意、獨特腦袋的新興交易市集，例如像寶鹼這樣的公司，如何藉由此市集汲取全球高技能才智庫，這些才智庫的規模，比自己公司的人力資源大上十倍以上。

### 消費者生產模式
有些研究任务足够庞大，以至于任何一个组织都无法独立完成。为了促使合作，利益的共享本身也就显得十分重要了。
从 1999 年开始，至少有 12 家制药公司放弃专利的研发项目，而去支持诸如 SNP 研究联盟以及细胞信号传导联盟的开放性合作。
他们通过共享设施、资源和观点，取得了分子生物学的根本突破，这种突破可以治疗过去难以处理的精神错乱症，并宣告个性化治疗时代的到来。没有人放弃对新的最终产品的潜在专利权，而公司通过共享一些基本的知识产权，也可以将产品更快地投放市场。
很多时候，共享是很好的双赢策略，在任何行业中都是。

### 科學知識分享模式
許多營利或非營利組織開放分享其資訊來協助大眾學習與創造更多的知識。

## 相關名詞
１.群眾智慧：共享的群體智能，以及集結眾人意見轉化成決策的過程。
２.群眾外包：為雜誌記者Jeff Howe與2006年發明的專業術語，指網際網路帶來的新生產組織形式或商業模式。企業利用網路將工作分配出去、發現創意或解決技術問題。透過網路讓志願參與者利用業餘時間工作以賺取小額報酬，常見於軟體業及服務業。
３.群眾募資：透過網路展示或宣傳計畫內容、原生設計及創意作品，並與大眾解釋讓此計畫或作品量產或實現的規劃，有興趣支持或購買的群眾可藉由贊助的方式，讓此計畫實現。通常在一定時限內完成事先設定募資的金額目標者視為募資成功，可以開始進行計畫。

## 外部連結
- Wikinomics: How Mass Collaboration Changes Everything[永久]
- 博客來書籍館：《維基經濟學》